# 斯皮兰贝托
斯皮兰贝托，是意大利摩德纳省的一个市镇。总面积29平方公里，人口12190人，人口密度420.3人/平方公里（2009年）。ISTAT代码为036045。